# 園部駅

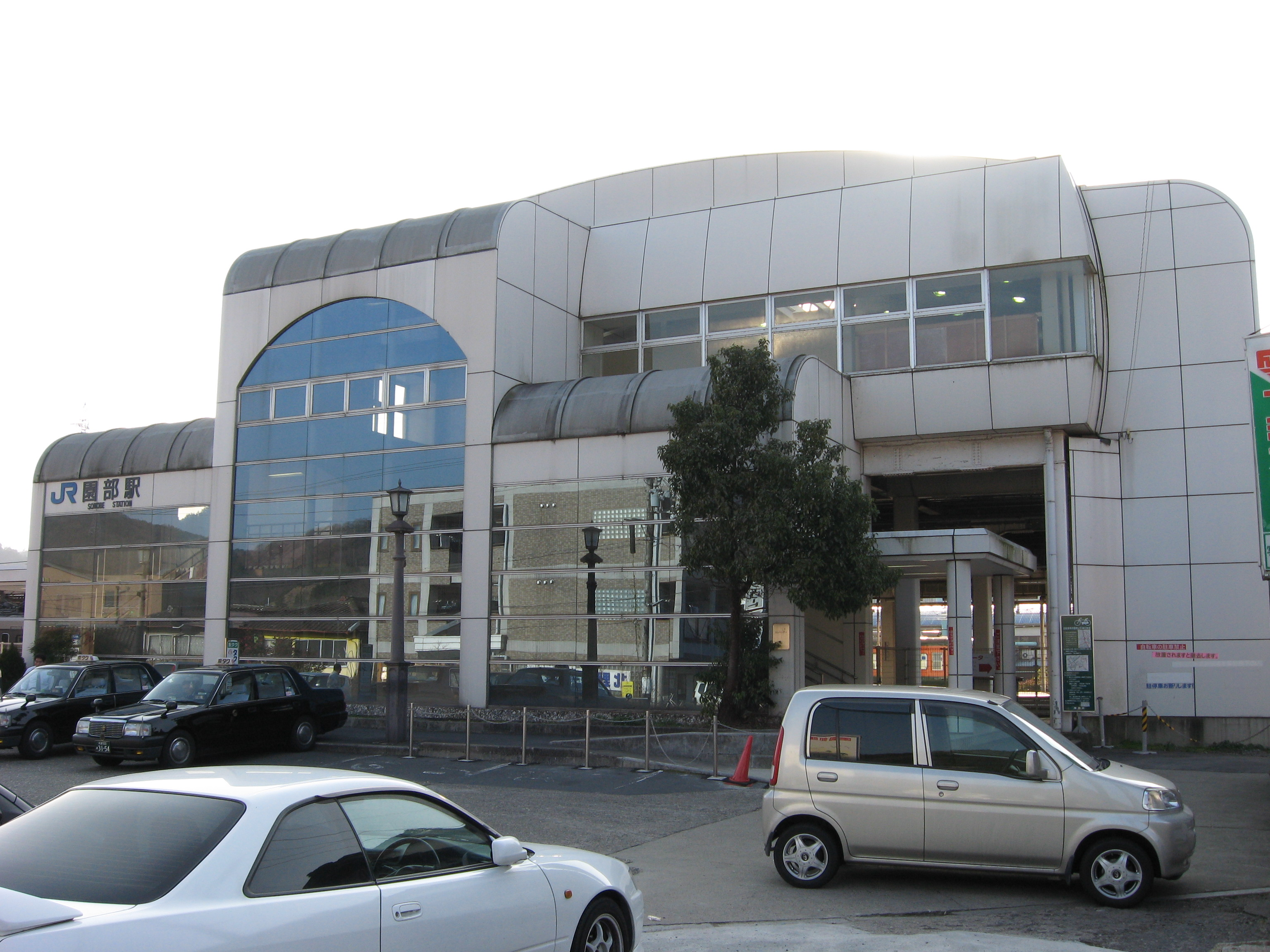
東口駅舎

園部駅（そのべえき）は、京都府南丹市園部町小山東町溝辺にある、西日本旅客鉄道（JR西日本）山陰本線の駅。駅番号はJR-E16。

## 概要
南丹市（旧・園部町）の代表駅である。
京都駅から当駅まではアーバンネットワークエリアに入り、嵯峨野線の愛称が付けられている。案内上でも、当駅から京都方面は「嵯峨野線」、福知山方面は正式名称の「山陰本線」（または「山陰線」）と名称が区別されている。ただし、当駅の駅掲示時刻表は両方向共「嵯峨野（山陰）線」と案内され、区別があいまいになっている。
以前は特急列車の多くが通過していたが、現在は全列車が停車している。普通列車は、当駅で折返すか、当駅で列車番号を変更し増結・切り離しする場合が多い。2010年に嵯峨野線区間の京都駅 - 当駅間は完全複線化されたが、当駅から綾部駅まで単線のままである。
ICOCA（相互利用可能ICカードはICOCAの項を参照）の利用可能駅は、2021年3月13日に京都方面から当駅を越えて胡麻駅までの各駅と胡麻駅以降の特急停車駅（綾部駅・福知山駅・和田山駅・八鹿駅・江原駅・豊岡駅・城崎温泉駅）に拡大されたが、それ以前は京都方面から当駅までのみ利用可能で、福知山方面はサービスエリア外で使用出来なかった（山陰地区の利用エリア東端・伯耆大山駅から西へまたがる利用は200kmを超過するために不可）。そのため、福知山方面行き列車内では当駅発車後、間違ってICOCAを使用した乗客の確認と案内をするため車掌が車内改札を行うことが多かった（ワンマン列車も含む）。

## 歴史
- 1899年（明治32年）8月15日：京都鉄道嵯峨駅（現・嵯峨嵐山駅）からの延伸により、その終着駅として開業[2]。旅客・貨物取扱を開始した[2]。
- 1907年（明治40年）8月1日：京都鉄道が国有化され、官営鉄道の駅になる[2]。
- 1909年（明治42年）10月12日：線路名称制定。京都線の所属となる。
- 1910年（明治43年）8月25日：京都線が綾部駅まで延伸し、途中駅となる。
- 1912年（明治45年）3月1日：線路名称改定。京都線が山陰本線に編入され、当駅もその所属となる。
- 1951年（昭和26年）11月14日：昭和天皇のお召し列車が停車。駅前奉迎が行われた（昭和天皇の戦後巡幸）[3]。
- 1971年（昭和46年）11月1日：貨物取扱廃止[2]。
- 1985年（昭和60年）3月14日：荷物扱い廃止[2]。
- 1987年（昭和62年）4月1日：国鉄分割民営化に伴い、西日本旅客鉄道（JR西日本）の駅となる[2]。
- 1988年（昭和63年）3月13日：路線愛称制定により、山陰本線京都駅 - 当駅間は「嵯峨野線」の愛称を開始。
- 1990年（平成2年）3月10日：京都駅から当駅間が電化される[4]。
- 1991年（平成3年）3月16日：橋上駅舎が完成[5]。
- 1996年（平成8年）3月16日：当駅 - 綾部間が電化される。
- 1998年（平成10年）12月10日：自動改札機を設置し、供用開始[6]。
- 2000年（平成12年）9月19日：上下線ホームにエレベーターが設置される[7]。
- 2003年（平成15年）11月1日：京都駅方面においてICカード「ICOCA」の利用が可能となる。
- 2009年（平成21年）3月14日：八木駅から当駅まで複線化される。
- 2010年（平成22年）3月7日：嵯峨野線区間の複線化事業が完成。1週間後の3月13日より複線化を反映したダイヤとなる。
- 2018年（平成30年）3月17日：駅ナンバリングが導入され、使用を開始。
- 2021年（令和3年）3月13日：胡麻駅方面においてICカード「ICOCA」の利用が可能となる[8]。

## 駅構造
島式ホーム2面4線を有する地上駅で、橋上駅舎を有する。上下線の各ホームに子会社のJR西日本テクノスと共同開発した省スペース型のエレベーターが設置されている。駅南側には留置線が敷設され、8両編成対応が4線と12両編成対応が3線となっている。夜間滞泊がある。
直営駅（亀岡駅の被管理駅）で、みどりの窓口が設置されている。

### のりば
| のりば | 路線     | 行先             |
| ------ | -------- | ---------------- |
| 1 - 4  | 嵯峨野線 | 亀岡・京都方面   |
| 1 - 4  | 山陰本線 | 綾部・福知山方面 |

付記事項
- 上表の路線名は旅客案内上の名称（愛称）で表記している。
- 前述した通り、当駅で普通列車（快速含む）の運転系統が分断されるため、同一ホームで乗り換えられるようにダイヤが組まれている。そのため、発着番線は一定していない。
- 嵯峨野線区間の複線化を反映した2010年3月13日のダイヤ改正で、当駅の列車運用も大幅に変更された。日中は1番のりばと4番のりばに京都方面の快速・普通列車、2番のりばに京都方面の特急列車、3番のりばに福知山方面の特急・普通列車が入る運用となっている。

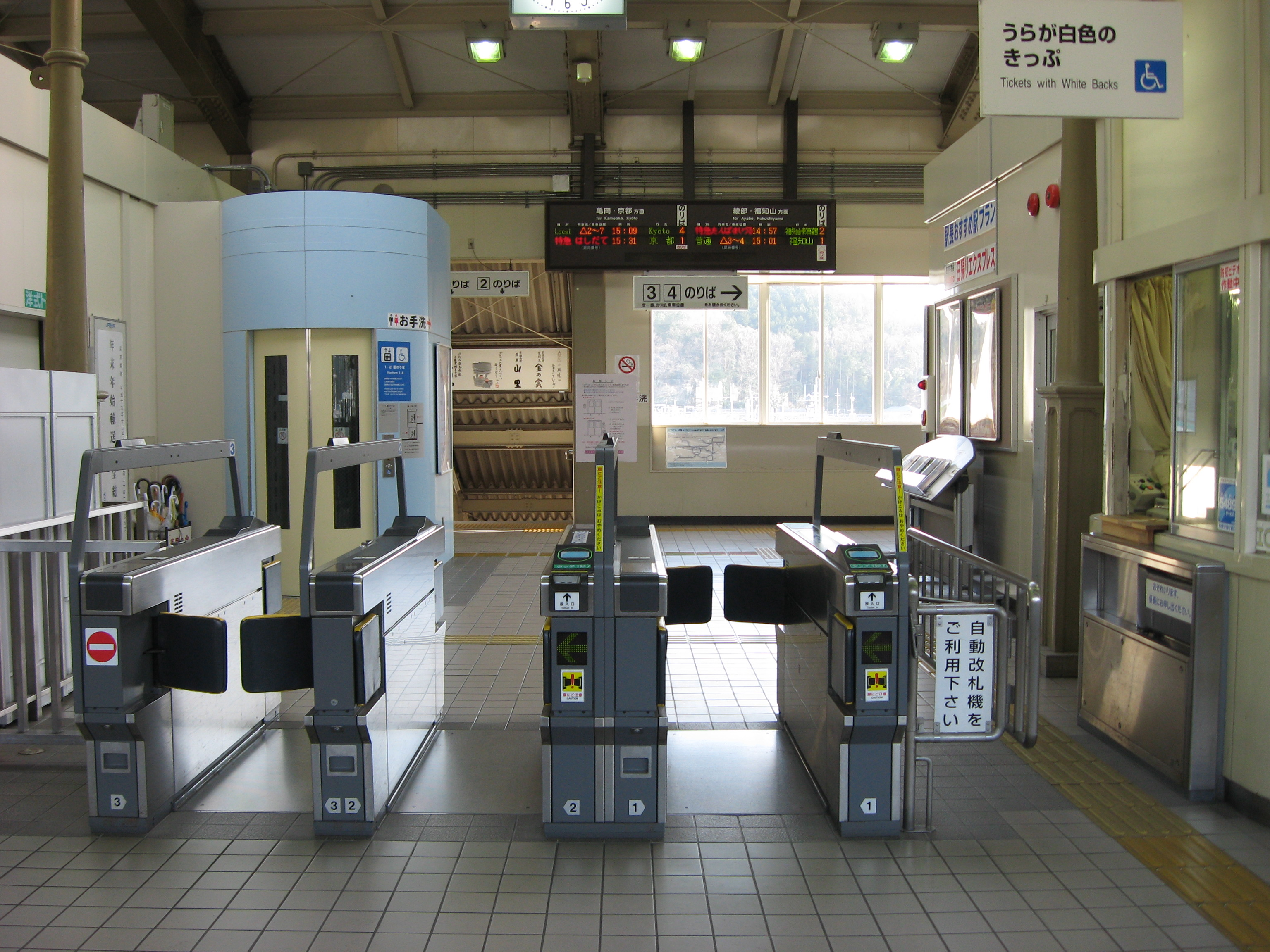
改札口
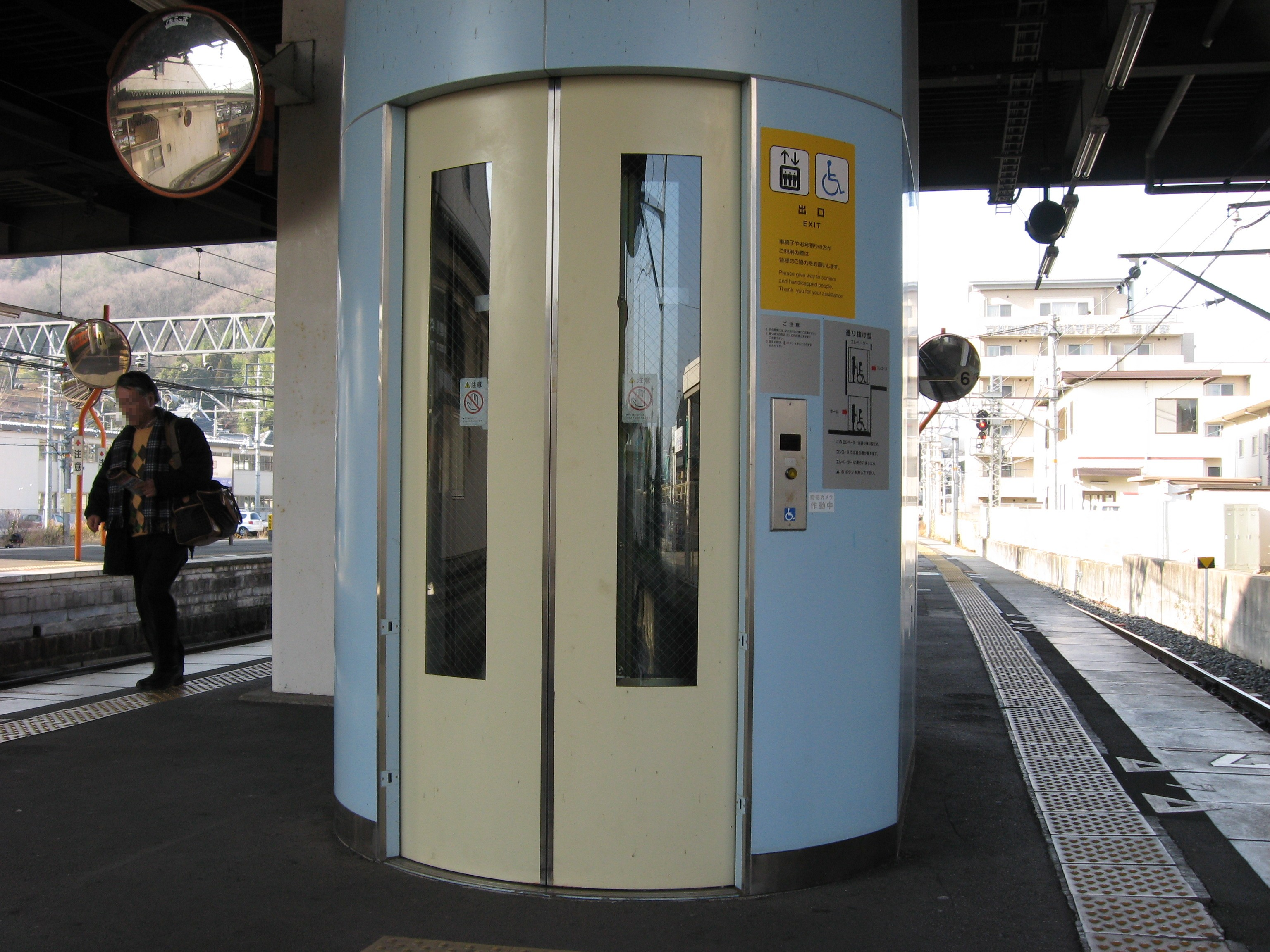
改札階とホーム階を結ぶエレベーターは扉が曲面になっている

## 利用状況
2023年（令和5年）度の1日当たりの利用者数は8,538人である。1日の平均乗車人員は以下の通りである。
| 年度   | 1日平均 乗車人員 |
| ------ | ---------------- |
| 1999年 | 4,216            |
| 2000年 | 4,134            |
| 2001年 | 4,214            |
| 2002年 | 4,260            |
| 2003年 | 4,312            |
| 2004年 | 4,430            |
| 2005年 | 4,570            |
| 2006年 | 4,595            |
| 2007年 | 4,487            |
| 2008年 | 4,490            |
| 2009年 | 4,414            |
| 2010年 | 4,477            |
| 2011年 | 4,563            |
| 2012年 | 4,655            |
| 2013年 | 4,721            |
| 2014年 | 4,663            |
| 2015年 | 4,784            |
| 2016年 | 4,748            |
| 2017年 | 4,614            |
| 2018年 | 4,614            |
| 2019年 | 4,514            |
| 2020年 | 3,614            |
| 2021年 | 3,847            |
| 2022年 | 4,140            |

## 駅周辺
- 園部税務署
- 法務局園部支局
- 京都医療科学大学（旧・京都医療技術短期大学）
- 京都美術工芸大学 (KYOBI)
- 京都建築大学校 (KASD)
- 京都伝統工芸大学校 (TASK)
- ヤマト運輸京都園部宅急便センター
- 国道9号（国道477号重複）
- 京都府道442号園部停車場線
- るり渓温泉
- 春日神社（南丹市）[13]

## バス路線
- 中京交通
  - 園福線（60・65系統）：京丹波町役場・桧山方面
2024年3月31日まで西日本JRバスが運行[注釈 1]。
- 京阪京都交通
  - 亀岡駅方面
  - 京都中部総合医療センター方面
  - 明治国際医療大学方面
  - 福住方面[注釈 2]
  - 園部・美山周遊バス[16]（期間限定運行）
- 南丹市営バス
  - 美山方面
- ぐるりんバス
  - 市街地循環線
  - 摩気・園部東部線
  - 新光悦村線

## 隣の駅
西日本旅客鉄道（JR西日本）
 嵯峨野線・山陰本線
- 特急「きのさき」「はしだて」「まいづる」停車駅

■快速（船岡方は普通列車として運転）・■普通
吉富駅 (JR-E15) - 園部駅 (JR-E16) - 船岡駅